# Придик, Евгений Мартынович
Евгений Мартынович Придик (нем. Eugen Peter Pridik; 1865—1935) — российский филолог, археолог и нумизмат.

## Биография
Происходил из балтийских немцев. Родился 19 (31) августа 1865 года в Ревеле. Был сыном русского генерал-майора Фридриха Генриха фон Вендриха (нем. Friedrich Heinrich von Wendrich).
Вместе с братом Александром учился с 1874 по 1882 год в Ревельской гимназии; с 1882 по 1888 год — на историко-филологическом факультете Дерптского университета и в 1888—1889 годах — в Берлинском университете. В 1893 году в Дерпте он получил степень магистра за диссертацию «De Alexandri Magni epistularum commercio».
В 1894—1896 годах путешествовал по Греции и Италии, в 1896—1897 годах посетил юг России и Крым.
В 1898 году стал ассистентом в Минц-кабинете Эрмитажа в Санкт-Петербурге; с 1899 года был его хранителем. С 1904 по 1918 годы был главным хранителем Отдела древностей Эрмитажа, а с 1919 по 1930 годы — хранителем Отдела древних монет. Одновременно, с 1899 года он преподавал в Санкт-Петербургском университете греческую филологию и историю древнего мира; впоследствии стал профессором греческой и классической археологии. В 1917—1918 годах преподавал классическую филологию на Бестужевских курсах.
Е. М. Придик был с 1903 года членом-корреспондентом Немецкого археологического института.
Умер в Ленинграде 3 июля 1935 года.